# Mikel Karrera Sarobe
Mikel Kabikoitz Karrera Sarobe, conegut amb el nom de guerra d'«Ata», (Pamplona, 30 de maig de 1972) és un activista polític basc, exmilitant del grup armat independentista Euskadi Ta Askatasuna (ETA). Dins l'estructura de l'organització fou el cap militar entre febrer i maig de 2010. L'abril de 2013, les autoritats franceses el condemnaren a presó perpètua.

## Trajectòria
Fins als 17 anys visqué a la localitat riojana d'Alfaro, on es traslladà amb la seva família per motius laborals, però quan acabà els estudis de secundària a l'Institut Gonzalo de Berceo tornaren tots a Pamplona, on inicià els estudis universitaris d'enginyeria. En l'àmbit polític, s'incorporà a ETA abans de 1998 a través de la integració a un escamot legal (no fitxat per la policia) i el 2003 fugí a França, al costat de José Antonio Aranibar, com a alliberat de l'organització. Arribà a cap militar d'ETA després de la detenció d'Ibon Gogeaskoetxea Arronategi el febrer del 2010, després de sis anys a la cúpula de l'estructura de l'organització. Fou considerat un membre proper a les tesis de Mikel Garikoitz Aspiazu («Txeroki»), en la defensa de les posicions més radicals d'ETA i, juntament amb ell, fou molt crític el 2004 amb els caps dels escamots de l'organització per falta d'eficàcia. Per aquesta raó fou apartat de la cúpula d'ETA. Tanmateix, el 2007, es tornà a incorporar a la direcció d'ETA juntament amb «Txeroki», Francisco Javier López Peña («Thierry»), Ainhoa Ozaeta i Igor Suberbiola. Quan «Thierry», Ozaeta i Suberbiola van ser detinguts, Karrera va passar a ser el cap de l'aparell logístic i el 2010 de l'aparell militar.
L'1 de desembre de 2007, un tiroteig atribuït a ETA, succeït a la cafeteria Les Ecureuilles de localitat occitana de Capberton, va posar fi a la vida de dos guàrdies civils espanyols: Fernando Trapero, de 23 anys, i Raúl Centeno, de 24 anys. Una altra acció amb què se'l vinculà fou la mort, el 17 de març de 2010, de l'agent de la Gendarmeria francesa Jean-Serge Nérin, el primer agent de l'autoritat francès assassinat per ETA, quan rebé tres trets de pistola quan es trobava a la rodalia d'un taller especialitzat en la revenda de vehicles usats a la localitat de Dammarie-les-Lys, al departament de Sena i Marne.
No debades, el 20 de maig de 2010 fou detingut, amb dos companys més, en un pis de Baiona i les anàlisis científiques posteriors el vincularen amb els homicidis anteiorment descrits. Per aquesta raó, les autoritats franceses i espanyoles l'acusaren d'assassinat. L'abril de 2013, els tribunals de justícia francesa el condemnaren a presó perpètua, amb un compliment mínim de 22 anys de presó, en qualitat de responsable de l'escamot dels fets ocorreguts a Capberton. En el mateix judici foren condemnats Saioa Sánchez Iturregui a 28 anys de presó, «Txeroki» a 9 anys, Ibon Goieaskoetxea Arronategi a 7 anys i, Eider Uruburu Zabaleta i Iratxe Sorzabal a 5 anys. El 2 de novembre de 2015 el Tribunal Criminal de París inicià el judici contra ell i cinc militants més per l'assassinat del gendarme Nérin. Entre 2010 i 2016 alguns dels centres penitenciaris francesos on complí condemna foren la presó de La Santé, on coincidí amb «Txeroki»; la presó d'Osny; i la presó de Reau Sud Francilien, on coincidí amb Mikel Antza.
El 8 de març de 2016 fou traslladat temporalment a l'Audiència Nacional, a petició del Jutjat Central d'Instrucció número 4, en relació amb l'atemptat contra la caserna de la Guàrdia Civil de Burgos de 2009. Així mateix, es volgué esclarir el seu vincle amb diversos atemptats comesos a Navarra i l'Aragó entre 2001 i 2003, com ara els assassinats del president del PP aragonès Manuel Giménez Abad a Saragossa, del cap de la Guàrdia Civil Juan Carlos Beiro a Leitza o dels policies espanyols Bonifacio Martín i Julián Embid a Sangüesa.